# لویاتان ۸۸۱۳
سیارک ۸۸۱۳ (به انگلیسی: 8813 Leviathan، نامگذاری:1983WF1) هشت هزار و هشتصد و سیزدهمین سیارک کشف شده‌است که در ۲۹ نوامبر ۱۹۸۳ کشف شد.
قدر مطلق سیارک برابر ۱۱٫۹۰ است.